# Сукчон (ван Корьо)
Сукчон (кор. 숙종, 肅宗, Sukjong, Sukchong); ім'я при народженні Ван Он (кор. 왕옹, 王顒, Wang Ong, Wang Ong; 2 вересня 1054 — 10 листопада 1105) — корейський правитель, п'ятнадцятий володар Корьо.

## Правління
Був молодшим братом вана Сунджона. Коли його племінник, малолітній ван Хонджон, захворів, Сукчон узяв владу в свої роки, а після смерті Хонджона 1097 року офіційно зайняв трон.
1102 року Сукчон запустив у обіг перші латунні монети. Також під керівництвом вана почалось будівництво нової південної столиці Корьо, міста Намйон (сучасний Сеул).
1104 року до володінь Сукчона вторглись північні племена чжурчженів, утім генералам Корьо вдалось відбити той напад. Сукчон помер наступного року дорогою до західної столиці, міста Пхеньян. Після смерті вана трон зайняв його старший син Єджон.